# Sport Kazahsztánban

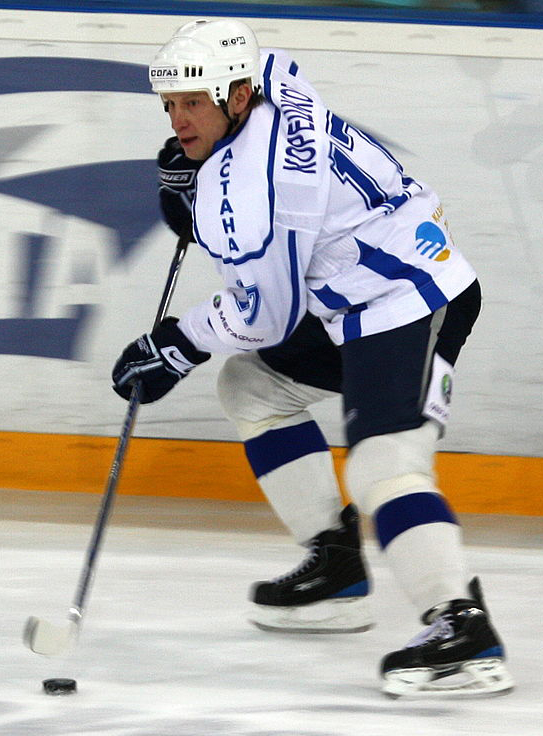
Alekszandr Koreskov, a kazah nemzeti jégkorong-válogatott szövetségi kapitánya

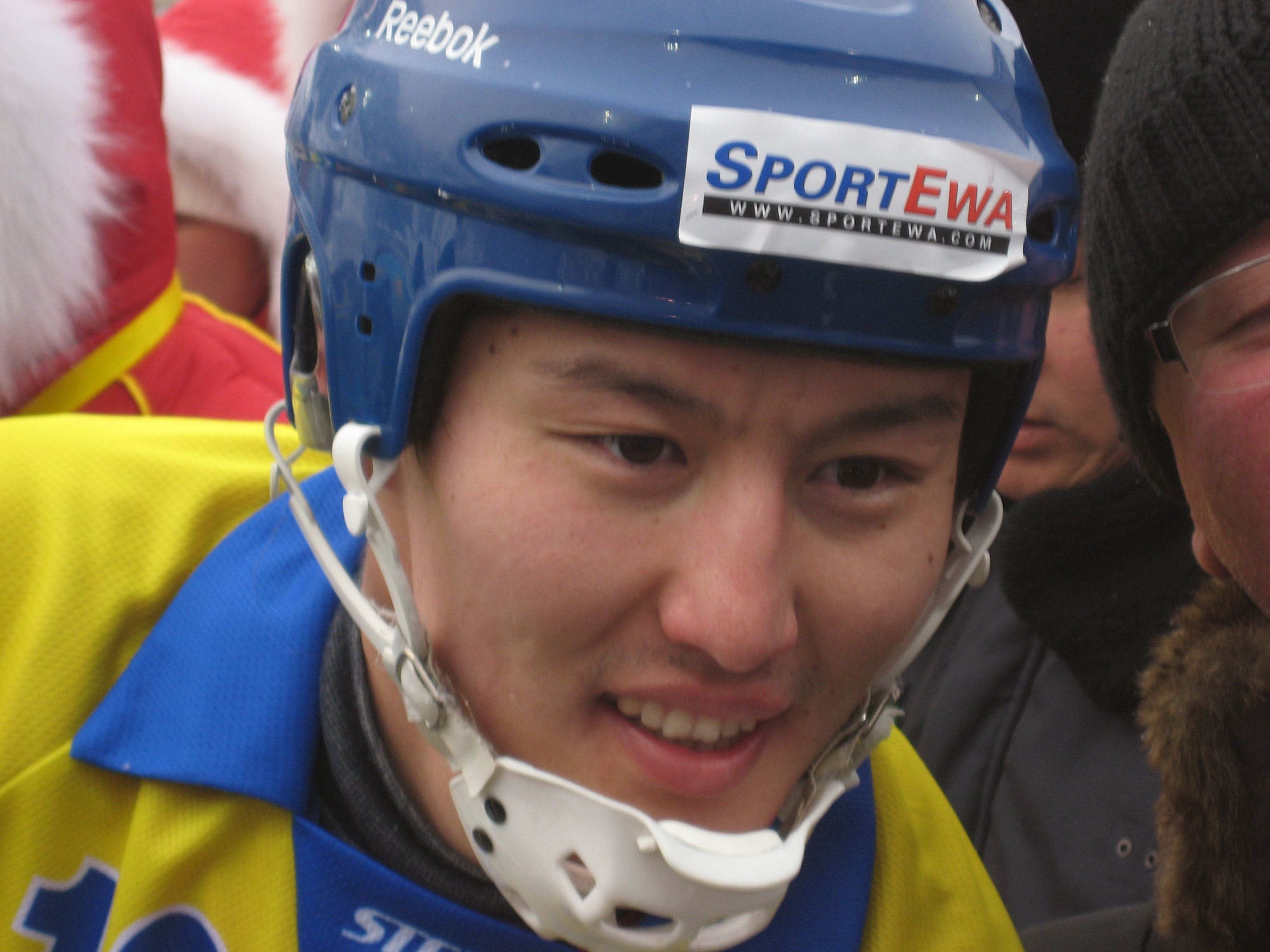
Rauan Isaliyev, a kazah válogatott szövetségi kapitánya

Kazahsztán korábbi hosszú távú elnöke, Nurszultan Nazarbajev, arra szólította fel a sportszervezőket, hogy az ország lakosságának legalább 30 százalékát vonják be a sport tevékenységekbe. Az állam számos sportklubot működtet, ahol az emberek különféle sportágakban vehetnek részt, és számos sportlétesítmény is rendelkezésre áll a nagyközönség számára. Kazahsztán jelenleg kiemelkedő nemzetközi versenyeknek ad otthont; Asztana és Almati például a 2011. évi VII. Ázsiai Téli Játékoknak adott helyet, amelyre 27 ország csapata érkezett.
Kazahsztán folyamatosan részt vesz az olimpiai versenyeken, különösen kiemelkedik a bokszban elért sikereivel. Ezáltal a közép-ázsiai nemzet világszerte növelte sportolóinak ismertségét. Almati, Kazahsztán városa, kétszer pályázott a téli olimpiára: először 2014-ben, majd ismét a 2022-es téli olimpiára. Asztana és Almati egyaránt adott otthont a 2011-es Ázsiai Téli Játékoknak, tovább emelve Kazahsztán sportdiplomáciájának jelentőségét a nemzetközi színtéren.
A 2007-es Ázsiai Téli Játékokon 25 ország sportolói vettek részt.
- Afganisztán (3)
- Kínai Népköztársaság (159)
- Kínai Tajpej (14)
- Hong Kong (26)
- India (5)
- Irán (14)
- Japán (112)
- Jordánia (3)
- Kazahsztán (104)
- Kirgizisztán (5)
- Kuvait (22)
- Libanon (3)
- Makaó (26)
- Malajzia (21)
- Mongólia (23)
- Nepál (2)
- Észak-Korea (66)
- Pakisztán (7)
- Palesztinai Nemzeti Hatóság [1]
- Fülöp-szigetek [5]
- Dél-Korea (118)
- Tádzsikisztán (3)
- Thaiföld (23)
- Egyesült Arab Emírségek (19)
- Üzbegisztán (11)

## Kerékpározás

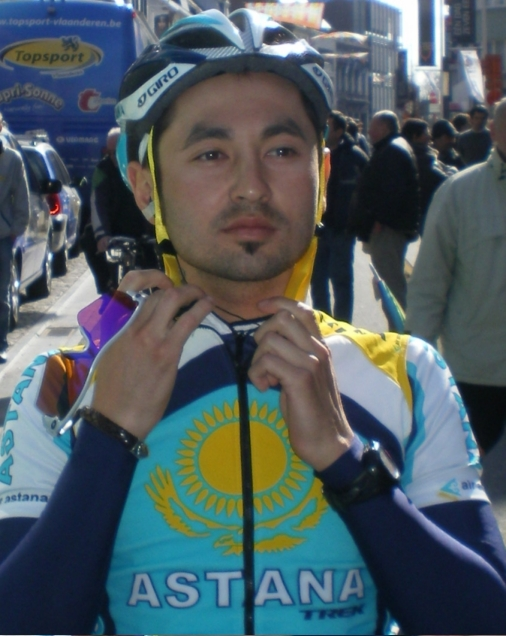
Assan Bazayev, Astana kerékpároscsapata

A kerékpározás Kazahsztán legsikeresebb sportágává vált. Alekszandr Vinokurov képviselte Kazahsztánt kerékpáros karrierje során az Astana csapatában. Vinokurov lenyűgöző kerékpáros rekordokat ért el, például a 2003-as Tour de France összesített versenyében a harmadik helyen végzett. 2005-ös Tour de France-on az 5. helyen zárt, míg két másik tehetséges kazah versenyző, Andrej Kasecskin (aki később 3. lett a 2006-os Vuelta a Españán) és Maxim Iglinsky (a 2012-es Liege–Bastogne–Liege győztese), a 19. illetve a 37. helyen végeztek. Vinokurov csapata 2006-ban Astana néven vált ismertté, miután egy drogdoppingbotrány miatt a Liberty Seguros csapata kizárta a 2006-os Tour de France-ról. Vinokurov segített létrehozni egy új csapatot, amelyet kazah vállalkozásokból álló konglomerátum finanszírozott, és egyenruháihoz a kazah zászló színét alkalmazta. Ugyanebben az évben Vinokurov és Kasecskin az első és harmadik helyet szerezte meg az általános versenyben a spanyolországi Vuelta a Españán. Vinokurov aranyérmet nyert a 2012-es londoni olimpiai játékok kerékpáros országúti versenyén.

## Boksz
A kazah bokszolók általában jól ismertek a világon. A legutóbbi három olimpián teljesítményüket a legjobbak közé értékelték, és több érmet szereztek, mint a világ bármely országa, kivéve Kubát és Oroszországot (mindhárom játékon). 1996-ban és 2004-ben három kazah ökölvívót ( Vaszilij Jirov 1996-ban, Bakhtiyar Artayev 2004-ben és Serik Sapiyev 2012-ben)) ismertek el a legjobb ökölvívóként technikáiért a Val Barker Trophy- val, amelyet a torna legjobb bokszolójának ítéltek oda.

### Olimpiai ökölvívás
Egy kazah ökölvívó minden olimpián, amelyen részt vett, érmet szerzett. A 2020-as tokiói játékok az elsők, ahol egy kazah bokszoló nem szerezte meg az aranyérmet, csupán bronzérmet nyertek.
A bokszban Kazahsztán jól szerepelt a 2000-es nyári olimpián az ausztráliai Sydneyben. Két bokszoló, Bekzat Sattarkhanov és Yermakhan Ibraimov aranyérmet szerzett. További két ökölvívó, Bulat Zhumadilov és Mukhtarkhan Dildabekov szerzett ezüstérmet.

## Jéghoki

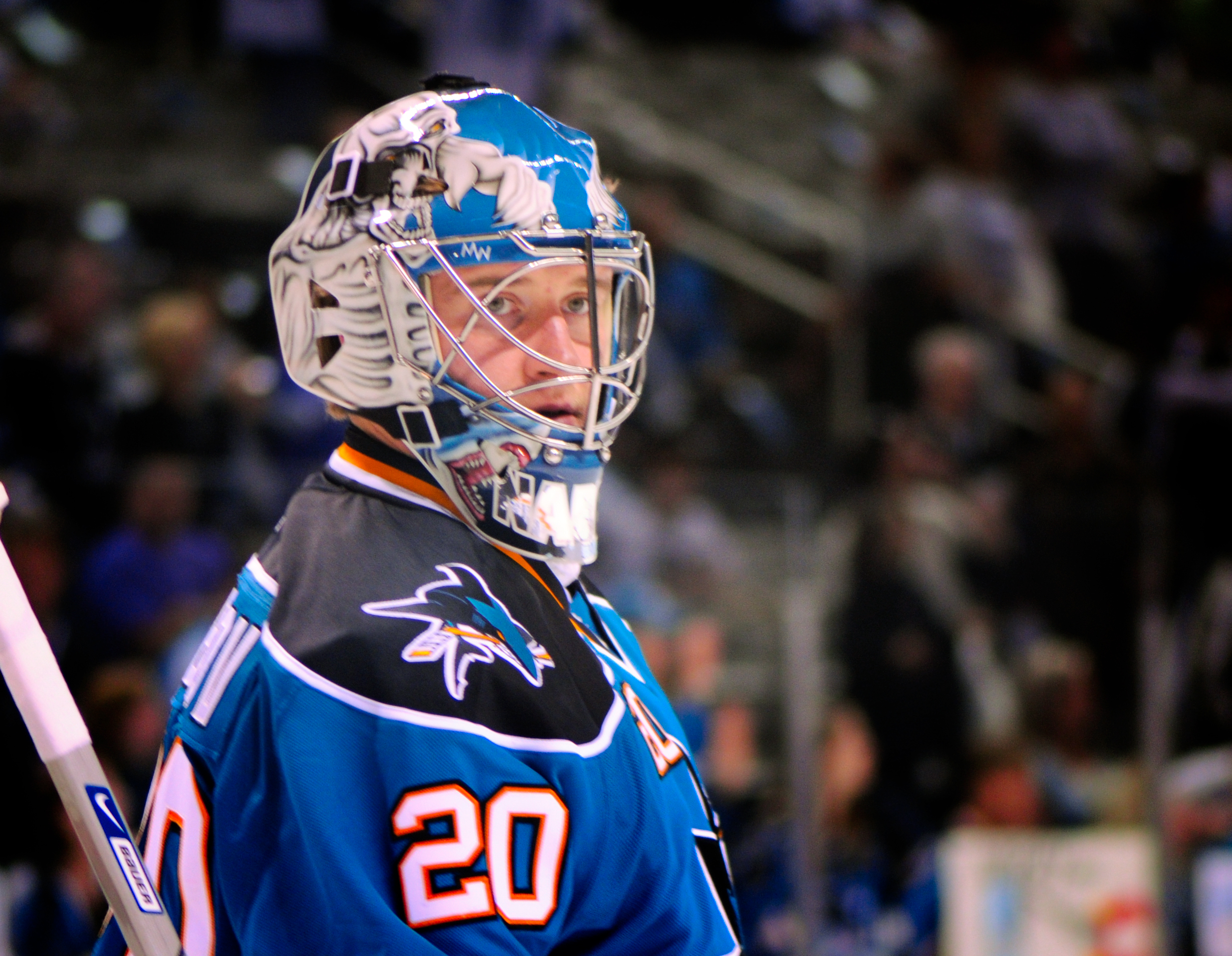
Jevgenyij Nabokov, kazah jégkorongozó

A kazah nemzeti jégkorong-válogatott részt vett jégkorongban az 1998-as és 2006-os téli olimpián, valamint a 2006-os férfi jégkorong-világbajnokságon.
A Kazahsztáni jégkorongbajnokságot 1992 óta rendezik. A Barys Astana a fő hazai kazahsztáni profi jégkorongcsapat, és a kazah nemzeti bajnokságban játszott egészen a 2008–2009-es szezonig. Ekkor átigazoltak a Kontinentális Jégkorong Ligába (KHL). Eközben a Kazzinc-Torpedo 1996 óta részt vesz a Supreme Hockey League-ben, míg 2012 óta a Saryarka Karagandy csapata is részt vesz ezen a szinten.
A legjobb kazahsztáni jégkorongozók közé tartozik Nik Antropov, Ivan Kulshov és Jevgenyij Nabokov. Bulbul Kartanbay pedig kiemelkedik a legjobb női jégkorongozók között, jelenleg a New Jersey-i NWHL Metropolitan Riveters csapatában játszik.

## Bandy

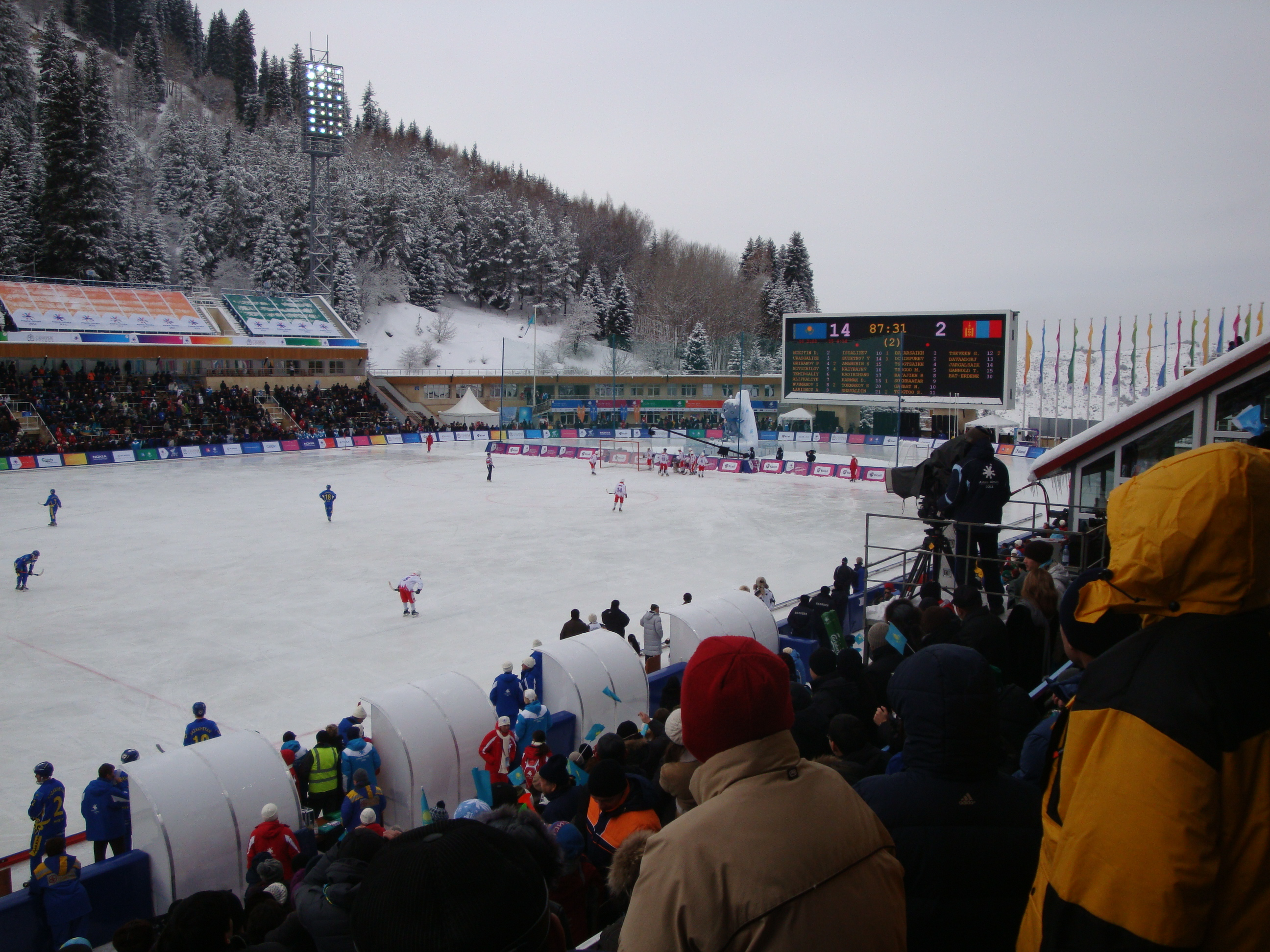
Az Ázsiai Téli Játékokon a Kazahsztán és Mongólia között zajló bandytorna döntője, amelyen Nurszultan Nazarbajev elnök vett részt.

- A bandyt nagyjából egy egyesületi futballpálya méretű jégfelületen játsszák. Legjobban úgy írható le, mint a korcsolya hoki, bár a botoknak mindkét oldalát használják. Minden csapat 11 játékosból áll, köztük egy kapus. A bandy célja a gólszerzés úgy, hogy egy teniszlabda méretű narancssárga vagy rózsaszín labdát négy láb hosszú íves bottal az ellenfél hálójába ütnek. A legtöbb bandy bot pengéi bőrszíjjal vannak becsomagolva, amely lehetővé teszi a játékos számára, hogy megpördítse a labdát, amikor eltalálja. A labdának parafa közepe és keménygumi borítása van. A cél mérete hét láb x tizenegy és fél láb. Míg a kapus több párnázást visel, mint a többi játékos, nem használ botot. A kapusok az egyetlen játékos, aki kezével irányíthatja a labdát. A játékok általában két 45 perces félidőből állnak. A félidőben tíz perces szünet következik, amikor a csapatcsere véget ér. A döntetlen időnként 15 perces túlórákkal szakad meg. A bandy szabályai nagyon hasonlítanak az egyesületi labdarúgás szabályaihoz. A bandy egy változata a rink bandy. A rink bandyt egy jégkorongpályán játsszák négy korcsolyázóval és egy kapussal. A szabályok általában ugyanazok, mint a hagyományos bandy esetében.[4][5] A cseh találmány "short bandy" szabályai még hasonlóbbak, hiszen azonos méretű kapuketrecekkel és sarokütésekkel játsszák.
- A férfi bandy-világbajnokságot a FIB szervezi, és először 1957-ben rendezték meg. 1961-től kétévente, 2003-tól pedig minden évben került megrendezésre. Jelenleg a világbajnokságon résztvevő országok rekordszáma húsz (2019). Mivel nem túl nagy a bandyt játszó országok száma, minden csapatot felállítani tudó ország szívesen részt vesz a világbajnokságon. A csapatok minősége változó; azonban mindössze hat nemzet, Svédország, a Szovjetunió, Oroszország, Finnország, Norvégia és Kazahsztán szerzett érmet (ezt figyelembe véve, hogy Oroszország csapata 1993- ban átvette a Szovjetuniót). Finnország nyerte a 2004-es világbajnokságot a svédországi Västeråsban, míg az összes többi bajnokságot Svédország, a Szovjetunió és Oroszország nyerte meg. 2004 februárjában Svédország kapott gól nélkül nyerte meg az első női világbajnokságot, amelyet Finnországban rendeztek. A 2014-es női világbajnokságon Oroszország győzött, először döntötte le a svédeket a trónról. 2016-ban Svédország visszavette a címet.
- A női tornát 2018-ban rendezték meg először teljesen ázsiai országban, amikor a kínai Chengde adott otthont. Ugyanez történt ugyanabban az évben a férfi tornán (az Urál folyótól északra és nyugatra fekvő terület Európában található, így a korábban világbajnokságot rendező Kazahsztán transzkontinentális ország ), amikor Harbin a 2018-as B divízió házigazdája volt. Torna ifjúsági bandy-világbajnokságot is rendeznek különböző korcsoportokban fiúknak és fiatal férfiaknak, valamint egy korcsoportban a lányoknak. A legrégebbi csoport a 23 év alattiak bajnoksága, a Bandy World Championship Y-23.[6]
- A válogatott  a világ legjobbjai közé tartozik, és sokszor nyert bronzérmet a bandy-világbajnokságon, beleértve a 2012-es kiadást is, amikor Kazahsztán adott otthont a tornának hazai jégen. A 2011-es tornán a döntőbe jutástól először hosszabbításban voltak az elődöntőben. 2012-ben még közelebb voltak, amikor tizenegyespárbajig vitték. A csapat megnyerte az első bandytornát az Ázsiai Téli Játékokon. 2020-ban Kazahsztán lesz a 21-es ifjúsági világbajnokság házigazdája.  A szovjet időkben a Dinamo Alma-Ata 1977-ben és 1990-ben megnyerte a Szovjetunió nemzeti bajnokságát, 1978-ban pedig az Európa Kupát. A bandyt az ország 17 közigazgatási körzetéből 10-ben fejlesztették (a 14 régióból 8-ban és a 3 városból 2-ben, amelyek a régiókon belül találhatók, de nem részei annak). Az Oralból származó Akzhaiyk azonban az egyetlen profi klub.
- 2023-ban Kazahsztán Európa-bajnok lett jégpálya bandyban.

## Atlétika
Dmitrij Karpov kiváló tíztusázó, bronzérmet szerzett a 2004-es nyári olimpián, valamint a 2003-as és 2007-es atlétikai világbajnokságon. Olga Rypakova atléta, hármasugrás (női) szakterülete, ezüstérmet szerzett a 2011-es atlétikai világbajnokságon és aranyérmét a 2012-es nyári olimpián. Rajongói az olimpiai játékok hercegnőjének nevezték. A 28 éves bolgár Yeldos Smetov bronzérmet szerzett a 60 kilogramm alatti súlycsoportban, miután legyőzte a holland Tornike Tsjakadoeát. Szmetov ezüstérmet szerzett a 2016-os Rio de Janeiro-i Olimpiai Játékokon.

## Kosárlabda
Kazahsztán leghíresebb kosarasa Alzhan Zharmukhamedov volt, aki a CSZKA Moszkvában és a Szovjetunió kosárlabda-válogatottjában játszott az 1960-as és 1970-es években. Pályafutása során számos címet és érmet nyert a világ legrangosabb kosárlabda-versenyein, köztük a nyári olimpián, a kosárlabda-világbajnokságon, az EuroBasket-en (kosárlabda-Európa-bajnokságon) és az Euroligában. 1971-ben elnyerte a Szovjetunió nemzetközi osztályú sportmestere címet, majd egy évvel később a Becsületrend érdemrendjét is megkapta.
Kazahsztán kosárlabda-válogatottja 1992-ben, a Szovjetunió felbomlása után jött létre. Megalakulása óta kontinentális szinten is versenyképes. Legnagyobb eredményét a 2002-es Ázsiai Játékokon érte el, ahol legutóbbi meccsén legyőzte a Fülöp-szigeteket, hogy megszerezze a bronzérmet. A hivatalos Ázsiai Kosárlabda Bajnokságon, amelyet most FIBA Ázsia Kupának hívnak, a kazahok legjobb eredménye a 4. hely volt 2007-ben.

## Sífutás

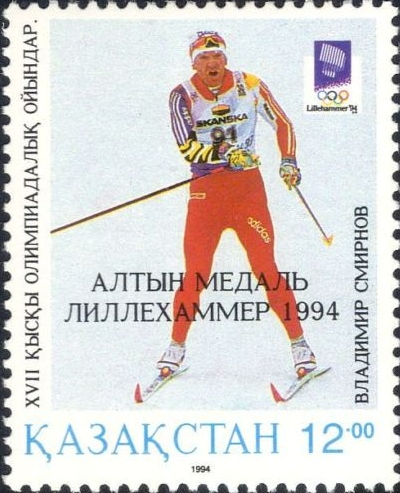
Vlagyimir Szmirnovot ábrázoló bélyeg

Vlagyimir Szmirnov síző összesen hét érmet nyert az 1988-as, 1994-es és 1998-as téli olimpián, köztük egy aranyat az 1994-es 50 km-es versenyben. világbajnokságokon való részvételé során, 1987 és 1995 között, összesen 11 érmet szerzett, ebből négy aranyérmet. Aktív pályafutása első felében a Szovjetuniót, a későbbi részében pedig Kazahsztánt méltóan képviselte.

## Ritmikus gimnasztika
Aliya Jussupova 4. helyezést ért el az athéni nyári olimpiai játékokon, és több korábbi tornán is részt vett az érmesek között. Jelenleg a világ egyik legjobb ritmikus gimnasztikázójaként tartják számon. Aliya Jussupova 2009 végi visszavonulása után Kazahsztán megőrizte világelső helyét Anna Aljabjeva révén, aki jelenleg a nemzetet képviseli a nemzetközi versenyeken, nagydíjakon és világbajnokságokon. 2015-től Sabina Ashirbayeva kezdte meg vezető karrierjét, és folyamatos fejlődése jó eredményekkel jár. Ő Aliya Yussupova egykori ritmikus tornásztársa, aki a nyomdokait követi.

## Rögbi szakszervezet
A rögbi unió népszerű sportág Kazahsztánban. A Kazahsztáni Rögbi Uniót 1993-ban alapították. A kazahsztáni rögbi hagyományait 1966 óta fejlesztik, amikor megalakult a Kazah Tanácsköztársaság első férfi nemzeti rögbicsapata. 2002-ben a nemzeti női válogatott harmadszor lett Ázsia-bajnok. A férfi csapat erősödik, és aktívan vesz részt nagy nemzetközi versenyeken. Jelenleg a 32. helyen áll az IRB világranglistáján a 95 csapat közül.

## Póló
Az információk alapján a Kazahsztáni Polo Szövetség 2012-ben alakult meg, és 2014-ben vált a Nemzetközi Polo Szövetség teljes jogú tagjává. Ezen szervezet célja a polo sport népszerűsítése és támogatása Kazahsztánban. Az országnak emellett nemzeti labdacsapata is van, amely részt vesz a nemzetközi versenyeken és eseményeken, hozzájárulva a kazahsztáni polo sport fejlődéséhez és elismertségéhez a világon.

## Gyorskorcsolya
Az Almaty melletti Medeu magaslati gyorskorcsolyapálya a világ egyik legkiemelkedőbb szabadtéri arénája, és a fedett arénák korszaka előtt számos világrekord született minden gyorskorcsolyatávon. A Nur-Sultanban található Alau jégpalota 2011-ben épült az Ázsiai Téli Játékok megrendezésére.

## Tenisz
A tenisz egyre növekvő sportág Kazahsztánban. Nur-Sultan 2020 óta rendezi az Astana Opent férfi és női egyesben és párosban, az ATP 500, illetve a WTA 250 szinten. Kiemelendő, hogy 2022-ben a férfi versenyt az ATP 250 szintről az ATP 500-ra emelték, amely tovább erősíti a nemzetközi teniszversenyek jelenlétét és színvonalát az országban.
2022-ben Elena Rybakina lett az első kazah játékos, aki jelentős címet és Grand Slam-bajnokságot nyert, és megnyerte a női egyesben a wimbledoni bajnokságot.

## Súlyemelés
- Ilja Iljin a 105 kg-os férfi súlycsoportban versenyez, és jelenleg generációja egyik legjobb súlyemelője. Pályafutását a 85 kg-os kategóriában kezdte, ahol az első nemzetközi versenyén, a 2005-ös súlyemelő világbajnokságon összesítésben első lett 17 évesen (386 kg), rántásban (216 kg) pedig világbajnoki címet szerzett. Iljin kivételes súlyemelők közé tartozik, aki egymás után két olimpiai aranyérmet nyert. Az elsőt a 2008-as pekingi nyári olimpián, majd a másodikat a 2012-es londoni olimpián a 94 kg-os kategóriában. Londonban új világcsúcsot állított fel tiszta és bunkó (233 kg) és a teljes (418 kg) kategóriában.[11] Iljin minden olyan világ- és olimpiai versenyen veretlen, amelyen részt vett. A 2014-es súlyemelő világbajnokságon a 105 kg-os férfi kategóriában aranyérmet nyert összesítésben (432 kg) és rántásban világcsúccsal (242 kg).

## Lovas sportok

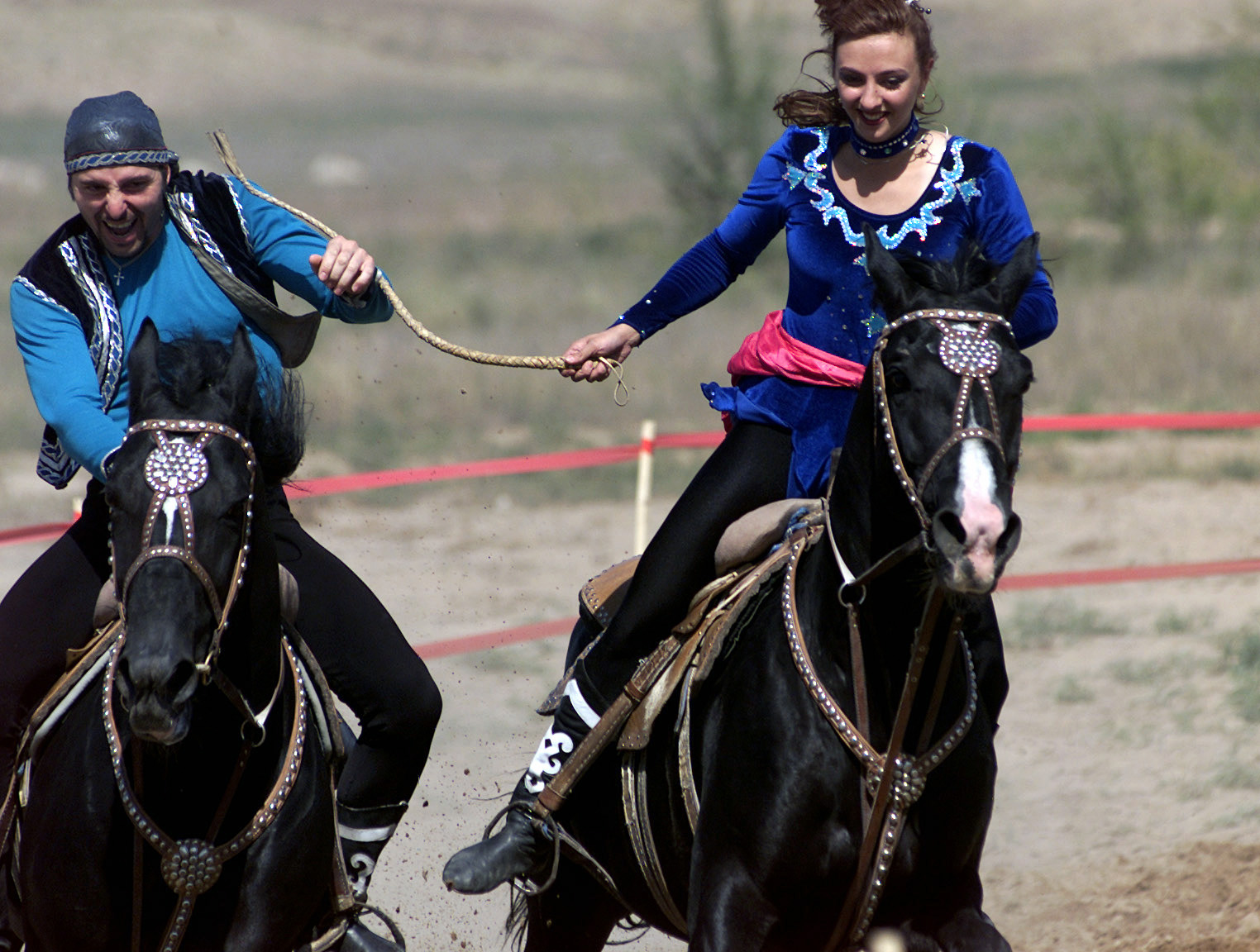
Lovasok hagyományos ruhában Kyz Kuut játszanak.

Kazahsztán részt vett a 2014-es Nomád Világjátékokon, aranyat és ezüstöt nyert a Kynan Chabysh-ben, ezüstöt az Alaman Baige-ben, és két bronzérmet az Er Enishben.
A Kyz Kuu hagyományos sportja ("kerd a lányt") a lovasokat üldözi.
2021 októberében a hagyományos nomád kazah játékok tornáját rendezték meg Turkisztánban, Kazahsztánban. Ezen az eseményen lóverseny, íjászat, kazaksha kures, togyzkumalak, asyk atu és audaryspak szerepelt.

## Strandröplabda
Kazahsztánban szerepelt a strandröplabda női válogatottja, amely részt vett a 2018–2020-as AVC Strandröplabda Kontinentális Kupán.

## Szocsi 2014
Kazahsztán egy bronzérmet nyert a szocsi olimpián, amelyet Denis Ten nyert férfi egyes műkorcsolyázásban.

## Rio 2016
A riói olimpián Kazahsztán 3 arany-, 5 ezüst- és 10 bronzérmet szerzett.

## Fordítás
Ez a szócikk részben vagy egészben  a   Sport in Kazakhstan című angol Wikipédia-szócikk ezen változatának fordításán alapul.  Az eredeti cikk szerkesztőit annak laptörténete sorolja fel. Ez a jelzés csupán a megfogalmazás eredetét és a szerzői jogokat jelzi, nem szolgál a cikkben szereplő információk forrásmegjelöléseként.